# Regeringen Helle Thorning-Schmidt II
Regeringen Helle Thorning-Schmidt II var Danmarks regering, och tillträdde den 3 februari 2014. Det var en koalitionsregering bestående av Socialdemokraterne och Radikale Venstre, som tillsammans bildade en minoritetsregering med stöd av Socialistisk Folkeparti och Enhedslisten.
Dagen efter folketingsvalet 2015 begärde Helle Thorning-Schmidt entledigande och den 28 juni samma år efterträddes hon som statsminister av Lars Løkke Rasmussen.

## Ministären
| Ämbete                                                                                 | Minister | Minister               | Tillträdde       | Avgick           | Parti             |
| -------------------------------------------------------------------------------------- | -------- | ---------------------- | ---------------- | ---------------- | ----------------- |
| Statsminister                                                                          |          | Helle Thorning-Schmidt | 3 februari 2014  | 28 juni 2015     | Socialdemokratiet |
| Statsministerns ställföreträdare, ekonomi- och inrikesminister                         |          | Margrethe Vestager     | 3 februari 2014  | 2 september 2014 | Radikale Venstre  |
| Statsministerns ställföreträdare, ekonomi- och inrikesminister                         |          | Morten Østergaard      | 2 september 2014 | 28 juni 2015     | Radikale Venstre  |
| Finansminister                                                                         |          | Bjarne Corydon         | 3 februari 2014  | 28 juni 2015     | Socialdemokratiet |
| Utrikesminister                                                                        |          | Martin Lidegaard       | 3 februari 2014  | 28 juni 2015     | Radikale Venstre  |
| Skatteminister                                                                         |          | Morten Østergaard      | 3 februari 2014  | 2 september 2014 | Radikale Venstre  |
| Skatteminister                                                                         |          | Benny Engelbrecht      | 2 september 2014 | 28 juni 2015     | Socialdemokratiet |
| Arbetsmarknadsminister                                                                 |          | Mette Frederiksen      | 3 februari 2014  | 10 oktober 2014  | Socialdemokratiet |
| Arbetsmarknadsminister                                                                 |          | Henrik Dam Kristensen  | 10 oktober 2014  | 28 juni 2015     | Socialdemokratiet |
| Justitieminister                                                                       |          | Karen Hækkerup         | 3 februari 2014  | 10 oktober 2014  | Socialdemokratiet |
| Justitieminister                                                                       |          | Mette Frederiksen      | 10 oktober 2014  | 28 juni 2015     | Socialdemokratiet |
| Forsknings- och högskoleminister                                                       |          | Sofie Carsten Nielsen  | 3 februari 2014  | 28 juni 2015     | Radikale Venstre  |
| Kultur- och kyrkominister                                                              |          | Marianne Jelved        | 3 februari 2014  | 28 juni 2015     | Radikale Venstre  |
| Minister för stads-, bostads- och landsbygdsfrågor och minister för nordiskt samarbete |          | Carsten Hansen         | 3 februari 2014  | 28 juni 2015     | Socialdemokratiet |
| Utbildningsminister                                                                    |          | Christine Antorini     | 3 februari 2014  | 28 juni 2015     | Socialdemokratiet |
| Hälsominister                                                                          |          | Nick Hækkerup          | 3 februari 2014  | 28 juni 2015     | Socialdemokratiet |
| Försvarsminister                                                                       |          | Nicolai Wammen         | 3 februari 2014  | 28 juni 2015     | Socialdemokratiet |
| Integrations-, barn- och socialminister                                                |          | Manu Sareen            | 3 februari 2014  | 28 juni 2015     | Radikale Venstre  |
| Närings- och tillväxtminister                                                          |          | Henrik Sass Larsen     | 3 februari 2014  | 28 juni 2015     | Socialdemokratiet |
| Klimat-, energi- och byggnadsminister                                                  |          | Rasmus Helveg Petersen | 3 februari 2014  | 28 juni 2015     | Radikale Venstre  |
| Livsmedels-, jordbruks- och fiskeriminister                                            |          | Dan Jørgensen          | 3 februari 2014  | 28 juni 2015     | Socialdemokratiet |
| Minister för utvecklingsbistånd och handelsminister                                    |          | Mogens Jensen          | 3 februari 2014  | 28 juni 2015     | Socialdemokratiet |
| Transportminister                                                                      |          | Magnus Heunicke        | 3 februari 2014  | 28 juni 2015     | Socialdemokratiet |
| Miljöminister                                                                          |          | Kirsten Brosbøl        | 3 februari 2014  | 28 juni 2015     | Socialdemokratiet |

## Regeringsförändringar

### 2014
Den 2 september valdes ekonomi- och inrikesminister Margrethe Vestager som ny EU-kommissionär, och ersattes av Morten Østergaard.
Den 10 oktober lämnade justitieminister Karen Hækkerup regeringen för att bli direktör för Landbrug & Fødevarer. Henrik Dam Kristensen ersatte Mette Frederiksen som arbetsmarknadsminister, så hon kunde bli ny justitieminister.